# Інгемар Гаральдссон
Інгемар Гаральдссон (швед. Ingemar Haraldsson, 3 лютого 1928 — 19 березня 2004) — шведський футболіст, що грав на позиції воротаря.
Виступав, зокрема, за клуб «Ельфсборг», а також національну збірну Швеції.

## Клубна кар'єра
У дорослому футболі дебютував 1950 року виступами за команду клубу «Кальмар». У наступному році перейшов в команду «Ельфсборг», кольори якої і захищав протягом  решти своєї кар'єри гравця, що тривала ще дванадцять років. 
Помер 19 березня 2004 року на 77-му році життя.

## Виступи за збірну
В офіційних матчах у складі національної збірної Швеції не грав, але був в заявці на чемпіонату світу 1958 року у Швеції, де разом з командою здобув «срібло».
Свою єдину міжнародну гру провів 26 червня 1955 року в Москві в матчі других збірних СРСР і Швеції, вийшовши на заміну після першого тайму замість Хенрі Крістенссона, який пропустив 5 м'ячів.

## Титули і досягнення
- Віце-чемпіон світу: 1958

«Ельфсборг»
- Чемпіон Швеції (1): 1961